# Ройзнер, Адам
Адам Ройзнер (нем. Adam Reusner; 1496, Миндельхайм — ок. 1575 года, Миндельхайм) — немецкий поэт.
Учился в Гейдельбергском и Виттенбергском университете, в том числе у Иоганна Рейхлина. Служил наставником сына у военачальника Георга фон Фрундсберга, сопровождал его в итальянской кампании в 1526—1527 гг., участвовал в разграблении Рима. Позже практиковал как адвокат во Франкфурте.
Опубликовал несколько стихотворений в сборнике «Form und Ordnung Gaystlicher Gesang und Psalmen» (Аугсбург, 1533). Гимн Ройзнера «In Dich hab ich gehoffet, Herr», основанный на псалме 23, был любимым гимном курфюрста Саксонии Иоганна-Георга I, принца Дании Христиана (умер в 1647) и Филиппа Шпенера.